# ماني مونتانا
ماني مونتانا (بالإنجليزية: Manny Montana)‏ هو ممثل أمريكي، ولد في 26 سبتمبر 1983 في لونغ بيتش في الولايات المتحدة.

## أعمال

### أفلام
- (2015) بلاك هات

### مسلسلات
- اكذب علي
- فتيات صالحات
- كولد كيس

## وصلات خارجية
- ماني مونتانا على موقع IMDb (الإنجليزية)
- ماني مونتانا على موقع روتن توميتوز (الإنجليزية)
- ماني مونتانا على موقع ألو سيني (الفرنسية)
- ماني مونتانا على موقع أول موفي (الإنجليزية)
- ماني مونتانا على موقع قاعدة بيانات الفيلم (الإنجليزية)
- ماني مونتانا على موقع كينوبويسك (الروسية)